# Mazata
Mazata fou un antic poble amazic del grup Lawata, del gran grup Zenata.
Es creu que eren descendents dels libis Mashawasha (singular Mashawa) que vivien a Tripolitana i van conquerir Cirenaica vers el segle xiv aC i al segle xiii aC (en els regnats de Seti I i Ramsès II) es van llençar contra Egipte però foren rebutjats. Els seus membres es concentren a Barika i Maghra a la wilaya de Batna.

## Història
Vers el 1184 aC un cap Mashawaha de nom Mariai fill de Didi, amb el suport dels Pobles de la mar, va tornar a Egipte i va poder ocupar els oasis occidentals i part del Delta occidental, però finalment els egipcis els van derrotar en una gran batalla que va tenir lloc a Per-Ir al nord-oest de Memfis i els mashawasha i altres libis orientals, i els seus aliats Akaywasha (aqueus?), Tursa o Tursha, Sakalasa, Sardana o Shardana (ancestres dels sards) i Licis van ser massacrats en la fugida. Es van recuperar i van tornar a Egipte sota Ramsès III el 1194 aC, ocupant el Delta occidental, però en van ser expulsats altre cop després de ferotges batalles. Encara van tornar per tercera vegada vers el 1180 aC i altre cop van acabar expulsats però el faraó per evitar nous atacs els va permetre establir-se al delta. Els dos pobles es van fusionar a base de matrimonis mixtes que foren freqüents, i alguns mashawasha van arribar a posicions elevades en la jerarquia religiosa i política; un d'aquestos, Shesonq, es va casar amb una princesa egípcia de sang reial i el seu net, també anomenat Shesonq, fou cap de l'exèrcit i portava el títol de "Gran Cap dels Mashwasha", i vers el 950 aC va agafar el poder suprem, i a la mort de Psusennes II va fundar la dinastia XXII. Al final de la dinastia XXII un príncep de nom Pedubastis va fundar la dinastia XXIII. Durant un temps les dues dinasties van regnar al mateix temps i tenien bones relacions. Vers el 740 o 730 aC ja hi havia tres prínceps al delta amb títol de faraó; finalment el príncep de Sais, possible també descendent de Shesonq, va unificar el delta eliminant les dues dinasties rivals i van fundar la dinastia XXIV o saïta.
El libis egipcis encara constaven com a comunitat diferenciada al segle ii i vivien a la Mareòtida al delta occidental. Els libis del mateix grup que van restar fora d'Egipte serien el grup assenyalat per Esteve de Bizanci com mazues al litoral del golf de Sirtis Menor (segle vi). Al segle vi aC Hecateu assenyala als maxues sense indicar on estaven establerts; al segle v aC Heròdot assenyalava els maxues a la costa de Sirte Menor, però aquestos eren cultivadors i els mazues nòmades, i la derivació del nom no és l'adequada per ser el mateix poble. Els descendents dels libis de la Mareòtida són segurament els mastites (mastitae) segurament els establerts a la rodalia de la llacuna Mareòtida i esmentats per Claudi Ptolemeu; l'acabament itae era grec i el final en "at" és una designació col·lectiva en libi i, per tant, de mast(itae) es va passar a mast(at) i a mazat (mazata).

### Edat mitjana
Durant la invasió àrab, Uqba ibn Nafi va estar a Tripolitana oriental al país dels mazates (667) i Uqba va ocupar diverses fortaleses. Aquest país estava centrat a Surt (la zona costanera) i Waddan (l'interior). Aquesta és la informació més antiga i encara que anotada a mitjan segle ix està basada en una font de la primera part del segle vii, uns 50 anys després dels fets. No tornen a ser esmentats fins força després (segles X a XIV) i eren un poble ric, pastors nòmades i agricultors, que pasturaven entre Egipte (a l'oest d'Alexandria) i Tahert.
Van adoptar aviat l'islam i haurien donat suport al kharigisme a la primera meitat del segle viii i el ibadisme uns trenta anys després, sota el iman Abu l-Khattab Abd al-Ala ibn al-Samh al-Maafiri (757-761), i després de la derrota del 761 davant les forces del califa, sota Abd al-Wahhab ibn Abd al-Rahman ibn Rustam (vers 784-823), imam rustúmida de Tahert. Tot el segle ix foren semi independents sota un cap del país lleial a l'imamat ibadita. Van adoptar al segle X el ibadisme nukkarita. Una fracció de la tribu que vivia a Algèria (a Baghaya, al Zab i al Hodna) va donar suport a la revolta del cap ibadita Abu Khazar al-Wisyani, però el 971 foren exterminats per Buluggin ibn Ziri, cap dels sanhadja de Tunis, governadors semi-independents d'Ifríqiya pels fatimites.
Vers el 1100-1145 era cap dels ibadites de Tripolitana Dubas ibn al-Khayr al-Mazati, dependent dels Banu Khazrun de Trípoli, del que per la nisba es suposa que era dels mazates però no se'n sap res segur. Van tornar al sunnisme a partir del segle xiii, canvi completat ja al segle xv.

## Subtribus
- Banu Matkud
- Banu Wislu
- Banu Maduna
- Zamrata
- Banu Zimmarin
- Banu Ardjan
- Banu Dadjma o Dadjama (també Dagma o Dagama)
- Banu Masara
- Banu Ilayan
- Banu Fatnasa
- Banu Kazina
- Banu Karna
- Banu Madjidja
- Banu Hamza
- Awmasht o Umasht